# Maryna Vergeljuk
Maryna Vergeljuk, född 24 juni 1978 i Cherson, Ukrainska SSR, Sovjetunionen, är en ukrainsk handbollsspelare.
Hon tog OS-brons i damernas turnering i samband med de olympiska handbollstävlingarna 2004 i Aten.